# Wilhelm Gottlieb Tennemann
Wilhelm Gottlieb Tennemann (Kleinbrembach, 7 dicembre 1761 – Marburgo, 30 settembre 1819) è stato uno storico della filosofia tedesco.

## Biografia
Nel 1788 divenne docente di storia della filosofia all'Università di Jena. Dieci anni dopo divenne professore presso la stessa università, dove rimase fino al 1804. La sua grande opera fu una storia filosofica di undici volumi (Geschichte der Philosophie), che iniziò a Jena e terminò all'Università di Marburgo, luogo in cui fu professore di filosofia dal 1804 fino alla sua morte. Fu uno dei numerosi filosofi tedeschi che accettò la teoria kantiana.
Nel 1812 pubblicò una storia filosofica più breve (Grundriss der Geschichte der Philosophie für den akademischen Unterricht), che fu tradotta in inglese nel 1852 con il titolo A manual of the history of philosophy.